# Governo Couve de Murville

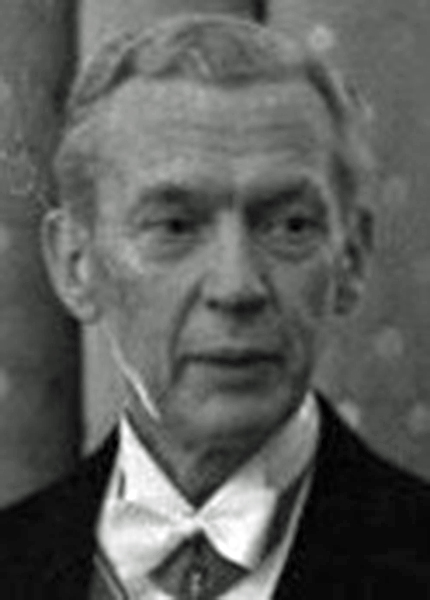
Maurice Couve de Murville

Il Governo Couve de Murville è stato il settimo governo della Quinta Repubblica francese sotto il Primo Ministro Maurice Couve de Murville in carica dal 10 luglio 1968 al 16 giugno 1969.

## Composizione
Governo nominato in data 10 luglio 1968
Primo Ministro
- Primo Ministro: Maurice Couve de Murville

 Ministri delegati presso il Primo Ministro 
- Ministro delegato presso il Primo Ministro incaricato della Progettazione e Pianificazione del territorio: Olivier Guichard (UDR)
- Ministro delegato presso il Primo Ministro incaricato della Ricerca scientifica e delle Questioni atomiche e spaziali:Robert Galley (UDR)

 Segretari di Stato presso il Primo Ministro 
- Segretario di Stato presso il Primo Ministro incaricato dell'Informazione: Joël Le Theule (UDR)
- Segretario di Stato presso il Primo Ministro incaricato della Funzione pubblica: Philippe Malaud (RI)
- Segretario di Stato presso il Primo Ministro incaricato della Gioventu e dello Sports: Joseph Comiti (UDR)
- Segretario di Stato presso il Primo Ministro incaricato dei Dipartimenti e dei territori dell'Oltremare: Michel Inchauspé (UDR)

Ministri di Stato
- Ministro di Stato incaricato degli Affari culturali: André Malraux (UDR)
- Ministro di Stato incaricato degli Affari sociali: Maurice Schumann (UDR)
- Ministro di Stato incaricato delle Relazioni con il Parlamento: Roger Frey (UDR)
- Ministro di Stato incaricato delle Riforme costituzionali e della regionalizzazione: Jean-Marcel Jeanneney (UDR)

Ministri
- Guardasigilli, Ministro della giustizia: René Capitant (UDR) (sino al 28 aprile 1969)
- Guardasigilli, Ministro della giustizia: Jean-Marcel Jeanneney (UDR) (A interim dal 28 aprile 1969)
- Ministro degli Esteri: Michel Debré (UDR)
- Ministro degli Interni: Raymond Marcellino (RI)
- Ministro degli Eserciti: Pierre Messmer (UDR)
- Ministro dell'Economia e delle Finanze: François-Xavier Ortoli (UDR)
- Ministro dell'Educazione nazionale: Edgar Faure (UDR)
- Ministro delle attrezzature e degli alloggi: Albin Chalandon (UDR)
- Ministro deiTrasporti: Jean Chamant (RI)
- Ministro dell'Industria: André Bettencourt (RI)
- Ministro dell'Agricoltura: Robert Boulin (UDR)
- Ministro per i Veterani e le vittime della guerra: Henri Duvillard (UDR)
- Ministro delle Poste e Telecomunicazioni: Yves Guéna (UDR

Segretari di Stato
- Segretari di Stato agli Affari sociali: Marie-Madeleine Dienesch (UDR)
- Segretari di Stato agli Affari sociali: Pierre Dumas (UDR)
- Segretari di Stato agli Affari esteri: Yvon Bourges (UDR)
- Segretari di Stato agli Affari esteri: Jean de Lipkowski (UDR)
- Segretari di Stato agli Interni: André Bord (UDR)
- Segretari di Stato all'Economia e delle Finance: Jacques Chirac (UDR)
- Segretari di Stato all'Educazione nazionale: Jacques Trorial (UDR)
- Segretari di Stato all'attrezzature e degli alloggi: Philippe Dechartre (UDR)